# Paramadvaiti Swami
Srila Bhakti Aloka Paramadvaiti Swami (Baja Sajonia, 12 de octubre de 1953) es un maestro espiritual alemán, practicante del visnuismo gaudía (krisnaísmo de Bengala).
Desde 2020 se ha retirado de la vida pública debido a varias acusaciones de abuso sexual por parte de exdiscípulas colombianas, ecuatorianas y peruanas.

## Síntesis biográfica
Ulrich Harlan nació en una familia de docentes el 12 de octubre de 1953 en Ostercappeln (Alemania).

### Con el movimiento hare krisna de Srila Prabhupada
A los 14 años de edad entró en contacto con los textos krisnaístas de Bhaktivedanta Swami Prabhupada.
A los 18 años conoció en la ciudad alemana de Düsseldorf la institución ISKCON (Asociación Internacional para la Conciencia de Krishna).
En 1972 se trasladó a París (Francia) donde Bhaktivedanta Swami Prabhupada (fundador de ISKCON) lo inició espiritualmente con el nombre de Álanath Das Brahmachari. Este nombre significa:
- Álanatha podría ser una escritura errónea del nombre Alalanātha, una aldea en la costa del mar Índico, cerca de Jagannath Puri (Orisa).
- Dāsa es un apelativo común que recibe cualquier varón al ser iniciado en la religión gaudiya-vaisnava; significa ‘servidor’
- Brahmachari (‘estudiante célibe’) es un apelativo que reciben todos los varones que hacen voto de celibato estricto al recibir la iniciación.[7]

Álanath trabajó ampliamente en la venta (llamada eufemísticamente «distribución») de los libros de su maestro Bhaktivedanta Prabhupada tanto en Europa como en Estados Unidos.
Fue uno de los pioneros de la prédica del vaisnavismo gaudíya en la Alemania del Este (con Gobierno comunista) y en varios países de Sudamérica.
Tras la muerte de Bhaktivedanta Prabhupada (en noviembre de 1977), su hermano espiritual (o sea, otro discípulo de Prabhupada) Hridayananda Goswami (el estadounidense Howard Resnick) le otorgó la sagrada orden de renuncia (saniasa). En esa tradición se cambia el final del nombre (Dasa Brahmachari) por Swami. Así que su nombre cambió de Álanath Das Brahmachari a Álanath Swami.

### Con su propio movimiento hare krisna
Siguiendo la recomendación de Bhaktivedanta Prabhupada de profundizar sus estudios en la India con Srídhar Majarash (1895-1988, hermano espiritual de Bhaktivedanta Prabhupada), tomó nuevamente iniciación saniasa de Sridhar Majarash, quien le cambió el nombre por Bhakti Aloka Paramadwaiti Swami.
Junto con otros hermanos espirituales (o sea, otros discípulos de Srídhar Majarash) fundó la misión Vrinda y el ISEV (Instituto Superior de Estudios Védicos). También cofundó la Asociación Mundial Vaisnava, que reúne a todas las asociaciones y misiones vaisnavas alrededor del mundo.
En el pasado, la misión Vrinda abrió templos en varios países:
- Alemania,
- Argentina,
- Bolivia (ya sin presencia de Vrinda),
- Brasil,
- Canadá,
- Colombia,
- Costa Rica,
- Ecuador,
- España (ya sin presencia de Vrinda),
- Estados Unidos,
- Guatemala,
- India,
- México (ya sin presencia de Vrinda),
- Perú y
- Venezuela.

Fue el primer discípulo de Bhaktivedanta Prabhupada que estableció un centro en la sagrada ciudad de Vrindavan (India), para conectar a sus sucursales en los países occidentales con los vaisnavas de la India y del sagrado dham (lugar de peregrinaje) de Krishna.
Viajó constantemente por América, Europa e India, predicando la conciencia de Krisna en varios idiomas, tales como el alemán, el español, el inglés y el portugués.
Circunvaló el planeta varias veces al año para visitar a sus discípulos, y así formó líderes de varios proyectos y programas de apoyo social en cada uno de los países que ha visitado, la mayoría en Latinoamérica.

Se muestra como una figura amorosa, cariñosa con todas las personas. Toma la posición de padre para con todos.
Devota que presentó una demanda contra Ulrich Harlan por abuso sexual en 2010

Abrió más de 50 centros en todo el mundo enfocados en la defensa de la madre naturaleza, de la ayuda a los pueblos ancestrales, la práctica de la no violencia, el vegetarianismo, el yoga y otras prácticas de bienestar.
En 1994 consideró un gran honor que le permitieran ingresar en la India en la antigua asociación WVA (World Vaishnava Association: Vishva Vaishnava Raj-Sabha: ‘asociación mundial krisnaísta’). Esta asociación trata de unir a los vaisnavas de todo el mundo y fue creada por el principal exponente doctrinal del krisnaísmo: Yiva Gosuami (1513-1598).

### Fundador de instituciones
Swami B. A. Paramadvaiti fundó varias instituciones diversas:
- ISEV (Instituto Superior de Estudios Védicos) en América.
- VRINDA (Vrindavan Institute for Vaishnava Culture and Studies: ‘instituto de Vrindavan para la cultura y los estudios del vaisnavismo’),<ref>«Welcome to VRINDA». www.vrindavan.org. Consultado el 1 de octubre de 2018.</ref> en la India, pero con centros en todo el mundo. A esta institución se han acercado excompañeros de ISKCON, como Atulananda Swami (discípulo de Bhaktivedanta Swami en Suramérica) y Bhakti Bimala Harijan Swami (también discípulo de Bhaktivedanta Swami y nombrado por Paramadvaiti como el primer maestro espiritual nacido en Colombia).[9]
- SEVA (Servicio Editorial de los Acharyas Vaisnavas), una editorial fundada en Colombia para la publicación de sus obras y de antiguos gurús vaisnavas, con sedes en ciudades como:
  - Berlín (Alemania)
  - Buenos Aires (Argentina)
  - Guatemala (Guatemala)
  - Lima (Perú)
  - México (México)
  - Miami (Estados Unidos)
  - Quito (Ecuador)
  - San José (Costa Rica)
  - San Pablo (Brasil)
  - Santiago de Chile
  - Bogotá (Colombia) y otros.
- La Casa de la Sabiduría,[10]
- La Revolución de la Cuchara, que trabaja para evitar el consumo de carne animal promoviendo el vegetarianismo.
- Escuela de Yoga Inbound.[11]
- Eco Truly Park, comunidad ecológica ubicada en el distrito de Aucallama, a una hora de Lima (Perú).
- Vishnupriya Ásramas, centros dedicados a la «protección» de la mujer (en la cultura hinduista, la mujer no debe tener libertad en ninguna etapa de su vida, sino que debe ser protegida por su padre, su esposo y su hijo, consecutivamente).
- Academia Vaisnava, una institución educativa dedicada a difundir académicamente la cultura krisnaísta en todo el mundo.

### Edición de libros de maestros del pasado

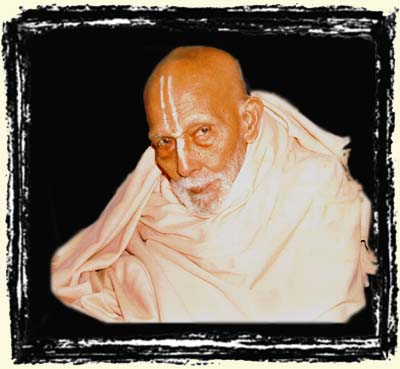
Bhakti Pramode Puri Gosuami Majarash (1898-1999).

- Bhagavad-guita tal como es (de su maestro Bhaktivedanta Prabhupada)
- Los secretos de un yogui (de Bhaktivedanta Prabhupada)
- La ciencia confidencial del bhakti yoga (compilación de conferencias de su maestro Bhakti Raksaka Srídhar Gosuami).
- El corazón de Krishna (de Bhakti Pramode Puri Gosuami Majarash).

### Libros de Swami B. A. Paramadvaiti
- Bienvenidos a la familia de Krishna
- Curso de yoga por correspondencia
- El primer maestro espiritual de Colombia
- Los trulys de Krishna
- Nuestra familia, la Gaudiya Math
- Pracharamrita, el néctar de la prédica
- Presidente de templo
- Sato vritteh: el seguimiento de los pasos de los acharias anteriores
- Vishva vaisnava raj sabha: asociación mundial krisnaísta.[12]

### Artículos
- «A los devotos casados»
- «A Srila Bhakti Promode Puri Goswami Maharaj»
- «Aparición trascendental de Sri Radha Kunda»
- «Autoridad en conciencia de Krishna»
- «Colección de la sabiduría védica, serie de fascículos que difunden la sabiduría de la cultura védica»
- «Control mental»
- «Cómo volverse mejor líder»
- «Derechos de los niños en conciencia de Krishna»[13]
- «Ecología y meditación: cuerpo, mente y alma en armonía con la naturaleza»
- «El honor del chancho»
- «El juego de la autorrealización»
- «El líder de servicio amoroso»
- «El manual de la preiniciación»
- «Fórmulas para liderar en comunidad»
- «Imli-tala, árbol de amor»
- «La búsqueda de la pureza»
- «La etiqueta vaisnava»
- «La importancia de los detalles»
- «La iniciación, el segundo nacimiento»
- «La Madre adorable»
- «La misericordia de Gopéswara Mahadeva»
- «La mujer liberada: ¿realidad o ilusión?»
- «La riqueza»
- «La vida humana es para controlar los sentidos»
- «Los seis enemigos de la mente»
- «Maya»
- «Nombres de Alá y sus traducciones al sánscrito»
- «Oración de fe»
- «Predicciones para la era actual»
- «Presentación “Casa Sabiduría” y Univeda»
- «Recomendación a mis hijas»
- «Sannyasi: poema a la renuncia»
- «Servir con excelencia»
- «Significado de brahmacharia»
- «Siksa guru en la familia»
- «Srila Prabhupada: una ofrenda para quien nos invitó a Vrindavana»
- «Una Colombia para Krishna»
- «Verdadera renunciación»
- «Yoga vs. ocultismo»
- «¡No pertenecemos a este mundo! Pertenecemos a Krishna»
- «¿Cuál es tu meta?».

Sus discípulos han traducido sus escritos al alemán, el español, el hindi, el inglés y el portugués.

### Sitios web
Mantiene sitios en Internet que presentan información sobre su persona; entre ellos se destacan:
- www.GuruMaharaj.net
- SabiduríaVédica.org
- ElArmonista.com (en Colombia; ya cerrado)[14]
- ConsciousArt.de (Escuela Armonía de Arte Consciente, asociación internacional de artistas krisnaístas), en Alemania; ya cerrado.
- Damodara.de (en Alemania; ya cerrado).
- LotoRojo.net (en Colombia; ya cerrado).

### Frases
- «Yo serví a mi maestro espiritual Srila Prabhupada en ISKCON (Sociedad Internacional para la Conciencia de Krishna) desde 1971 hasta su partida del mundo en 1977. Luego recibí una inspiración en mi corazón de mi sannyas guru, Srila Srídhar Majarash; y aprendí la importancia de la “unión en diversidad”. Fundé mi misión sobre la base de este principio amoroso: la “inspiración”, en lugar de la “imposición” institucional. Este espíritu fue también el que me llevó a aceptar discípulos para continuar en el servicio a mis maestros».
- «Para entender el conocimiento trascendental, uno debe acercarse a un alma autorrealizada».
- «La llave del éxito en la vida espiritual es la devoción firme tanto en el maestro espiritual como en Dios». [Cuando Paramavaiti les habla a sus discípulos acerca del maestro espiritual se refiere a su maestro Srila Prabhupada].
- «Las cosas importantes solo se consiguen por inspiración. No pueden ser forzadas».
- «La libertad es para la rendición y la rendición necesita la libertad».
- «Para ser feliz, solo tienes que aprender a amar».[5]
- «Si me denuncias, mis discípulos perderán su fe en Krishna. A mí nadie me entiende, estoy muy cansado. Tú eres la única persona en el mundo que me puede entender: debido a mi voto de celibato yo sufro una enorme carencia femenina, pero en ti puedo confiar porque tú eres mi amiga. Tú eres responsable por mí, y debes protegerme para evitar que por este único error, mis discípulos lo pierdan todo».[4]

### Expulsado de la comunidad krisnaísta (2021)
En agosto de 2018, los abusos sexuales de Ulrich Harlan empezaron a salir a la luz: una joven hare krisna peruana se atrevió a denunciarlo por haberla tocado indebidamente sin su consentimiento.
El canal de televisión peruano Latina Televisión (de Lima) publicó los primeros testimonios de las víctimas en el noticiero local Latina noticias.
En 2021 fue convocado por los ancianos líderes de la Vishva Vaishnava Raj Sabha (Asociación Mundial Krisnaísta), en la India. Le comunicaron que estaba excomulgado de la organización debido a que descubrieron que desde hacía décadas, Ulrich Harlan ―para encubrir su mala conducta sexual― abusaba de la fama que le brindaba su relación con la organización, que se considera sagrada por haber sido fundada originalmente por Yiva Gosuami en el XVI.
Desde 2023, Ulrich Harlan vive en un templo de la ciudad de Berlín, capital de Alemania.